# You're Gonna Get Rocked!
You're Gonna Get Rocked! è il terzo singolo estratto dall'album LaToya della cantautrice e ballerina statunitense La Toya Jackson. Fu pubblicato il 27 marzo 1988.

## Accoglienza e successo commerciale
Il singolo raggiunse la 103ª posizione non riuscendo ad entrare nella classifica generale di Billboard. Conquistò però il 66º posto nella classifica rhythm and blues di Billboard, il 90º in quella del Regno Unito, l'82º nei Paesi Bassi e il 42º in Nuova Zelanda.

## Video musicale
You're Gonna Get Rocked! è la terza di cinque canzoni di La Toya Jackson ad essere accompagnata da un videoclip. Questo video fu diretto da Greg Gold e uscì nell'ottobre 1988. 
La clip propone una Jackson alla testa di una gang di motociclisti. Vestita in pelle e strass, la popstar attraversa una via urbana sul retro di una motocicletta. Pretende rispetto dai duri della strada locale e si lancia in un numero di danza con i membri della sua gang. Alcuni, al momento della sua uscita, fecero accostamenti con il video del fratello Michael Jackson nel video di Bad.

## Promozione
Nell'autunno 1988 seguì una grande campagna promozionale con la cantante che si esibì dal vivo a molti programmi televisivi in tutto il mondo.
Interpretò You're Gonna Get Rocked! ai programmi TV tedeschi Eurotops e Extratour, alla trasmissione olandese Countdown, a Caracas per la televisione venezuelana e a settembre 1989 tenne un concerto al Bally's Reno.

## Critica
Il quotidiano The Miami News nella sua recensione definì la canzone un "funk beat" duro che "si polverizza in un brano dal ritmo impetuoso".

## Tracce
1. You're Gonna Get Rocked! (Album Version)
2. You're Gonna Get Rocked! (Radio Edit)
3. You're Gonna Get Rocked! (Single Version)
4. You're Gonna Get Rocked! (12" Remix)
5. You're Gonna Get Rocked! (7" Edit)
6. You're Gonna Get Rocked! (Extended Version)
7. You're Gonna Get Rocked! (Bonus Beats)
8. You're Gonna Get Rocked! (Dub)
9. You're Gonna Get Rocked! (Full Force Hard-Core Mix)
10. You're Gonna Get Rocked! (Full Force "Get Busy" Mix)

## Classifiche
| Classifica (1988)                              | Posizione massima |
| ---------------------------------------------- | ----------------- |
| Nuova Zelanda                                  | 42                |
| Paesi Bassi                                    | 82                |
| Regno Unito                                    | 90                |
| Stati Uniti - Classifica Bubbling Billboard    | 3                 |
| Stati Uniti - Classifica Black music Billboard | 66                |
| Belgio                                         | 35                |